# Georges Urbain

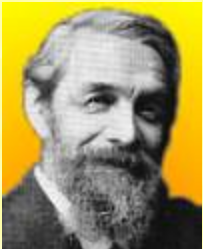

Georges Urbain, född 12 april 1872 i Paris, död där 5 november 1938, var en fransk kemist.
Han var préparateur i fysik vid Faculté des sciences 1895–1897, professor i fysik och kemi vid École alsacienne 1895–1898, blev professor i kemi vid Faculté des sciences 1908 och var från 1918 tillika professor i oorganisk och analytisk kemi vid École centrale des arts et manufactures.
Urbains viktigaste kemiska arbeten utgörs av hans under flera decennier genomförda undersökningar över de sällsynta jordarterna. Han studerade framför allt dessa ämnens spektra, båg- och luminescensspektra, samt magnetiseringskonstanter, förbättrade metoderna för att separera dem och för att bestämma de motsvarande grundämnens atomvikter. Han framställde i ren form föreningar av samarium, gadolinium, europium, terbium och dysprosium och upptäckte lutetium nästan samtidigt med Auer von Welsbach. Han angav också en metod att för separera torium från de trevärdiga sällsynta jordartsmetallerna och studerade mineralen monazit, eschynit, cerit, gadolinit, torit och xenotim i avsikt att hitta de lämpligaste råmaterialen för framställning av sällsynta jordarter.
Han och hans studenter utförde även arbeten över dubbelsalter och komplexa koboltföreningar. Bland hans större, tryckta arbeten kan nämnas Introduction à l'étude de la spectrochimie, Recherches sur la separation des terres rares (1899) och Introduction à la chimie des complexes mineraux.
Under första världskriget fick Urbain, som då var en av Frankrikes mest kända kemister, i uppdrag att utarbeta metoder för tillverkning av stridsgaser och andra krigskemiska försvars- och anfallsmedel.
Urbain blev ledamot av Institut de France 1921. Han ägnade sig även åt skulptur och musik.